# スロー・テキーラ
スロー・テキーラとは、冷たいタイプのロングドリンクに分類される、テキーラをベースとしたカクテルである。なお、英語の綴りは、Slow Tequilaの誤記ではなく、Sloe Tequilaで正しい。スロー・テキーラの「スロー」は、遅いでなく、スローベリーのスローである。

## 標準的なレシピ
- テキーラ ＝ 30ml
- スロー・ジン ＝ 15ml
- レモン・ジュース ＝ 15ml
- キュウリのスティック ＝ 1本

### 作り方
テキーラとスロー・ジンとレモン・ジュースをシェークして、クラッシュド・アイス（砕いた氷）で満たしたオールド・ファッションド・グラス（容量180〜300ml程度）に注ぐ。キュウリのスティックと、ストローを添えれば完成である。

### 備考
キュウリのスティックの代わりに、セロリのスティックを添えることもある。